# 小豆長光
小豆長光（あずきながみつ）は、鎌倉時代に作られたとされる日本刀（太刀）である。上杉謙信の愛刀として知られる。

## 概要
鎌倉時代に備前で活躍した長船派（おさふねは）の刀工・長光により作られた太刀である。長光は長船派の祖として知られる光忠の実子とされており、古刀期の中でも在銘作が多い刀工とも知られている。主な作品としては国宝に指定された大般若長光などがある。
小豆長光の名前の由来は、ある百姓が小豆が入った袋を担いで歩いていた際に袋の割れ目から小豆が漏れ出てしまい、小豆が当たって刀の鞘が割れてしまった。割れた鞘から刃が出てしまい、落ちていく小豆が刃に当たると小豆は真っ二つに割れてしまう。この一部始終を見ていた謙信の家臣は、この刀が名刀であることを悟って百姓より刀を買い求められて謙信に献上されたという話に基づいている。また、異説もあり小豆（あずき）は、脳髄など頭を示す古語である「なずき」の転訛であり、頭を真っ二つにかち割ったことが由来という説もある。
謙信は備前刀を好んで用いており、特に長船長光や長船兼光作の刀をこよなく愛していた。上杉家伝来で長光作の刀は重要美術品に認定された分だけでも5つある。その後、伝来の経緯は不詳であるが、足利長尾家に伝来したようであり、近代には足利長尾家の菩提寺である長林寺に預けられていた。1885年（明治18年）10月5日に長尾家関係者が寺を訪れて舞沢玄龍住職（当時）に充てた預り証などが遺されている。しかし、まもなく長尾家関係者が再度訪れて「宝刀は返却してほしい」と言って本作を持ち出してしまった。1967年（昭和42年）夏、長尾家関係者が再び寺を訪れて先祖が本作を売却したと言い、記念として本作の写真を置いていった。写真にはシカの角の刀架（とうか）に刀と鞘が架けられており、箱書きには長尾家当主の世襲名である長尾八郎の文字が書かれている。なお、現在の所在は不明である。

## 逸話

### 川中島での一騎打ち
謙信と武田信玄は川中島の戦いにおいて過去5回対戦しているが、特に有名な場面として御幣川（おんべがわ）にて謙信が信玄に対して一騎打ちで切りかかり、信玄は軍配で太刀を受けたところがある。その太刀こそが小豆長光であったといわれており、歌川国芳が軍記物『北越太平記』を題材として書いたものには、謙信が振りかざした小豆長光の様子が書かれている。